# فيرناندو فاريلا راموس
فيرناندو فاريلا راموس (بالإسبانية: Fernando Varela Ramos) (مواليد 1 سبتمبر 1979 في دوس هيرماناس - إسبانيا) لاعب كرة قدم إسباني يلعب حاليا لصالح نادي الدرجة الأولى ريال مايوركا الإسباني منذ 2006 في مركز الوسط الأيمن كما يجيد اللعب في مركز الظهير الأيمن .

## روابط خارجية
- فيرناندو فاريلا راموس على موقع الاتحاد الدولي (مؤرشف)  (الإنجليزية)
- فيرناندو فاريلا راموس على موقع الاتحاد الأوربي (الإنجليزية)
- فيرناندو فاريلا راموس على موقع اتحاد تركيا (لاعب) (الإنجليزية)
- فيرناندو فاريلا راموس على موقع قاعدة بيانات كرة القدم.إي يو (الإنجليزية)
- فيرناندو فاريلا راموس على موقع Soccerway.com (الإنجليزية)
- فيرناندو فاريلا راموس على موقع عالم كرة القدم.نت (الإنجليزية)